# Пелле, Иштван
Иштван Пелле (венг. Pelle István; 26 июля 1907 — 6 марта 1986) — венгерский гимнаст, олимпийский чемпион и чемпион мира.
Иштван Пелле родился в 1907 году в Будапеште. В 1928 году он принял участие в Олимпийских играх в Амстердаме, но не завоевал никаких медалей. В 1930 году он завоевал золотую медаль чемпионата мира в упражнениях на перекладине. В 1932 году на Олимпийских играх в Лос-Анджелесе Иштван Пелле стал обладателем двух золотых и двух серебряных медалей.
После Второй мировой войны Иштван Пелле эмигрировал, и выступал в качестве эстрадного артиста, в итоге поселившись в Аргентине.